# Neolophonotus bromleyi
Neolophonotus bromleyi là một loài ruồi trong họ Asilidae. Neolophonotus bromleyi được Londt miêu tả năm 1987. Loài này phân bố ở vùng nhiệt đới châu Phi.